# 지상 최대의 작전 (영화)
《지상 최대의 작전(영어: The Longest day)》은 코닐리어스 라이언의 동명의 책을 원작으로 1962년에 만들어진 전쟁 영화이다. 영어 원제는 "The Longest Day"다. 대릴 F. 재넉이 투자하여 원작자 코닐리어스 라이언이 직접 각본 작성에 참여하였고 로맹 가리와 제임스 존스가 뒤를 이었다. 감독은 영국과 프랑스를 담당한 켄 애너킨, 미국을 담당한 앤드루 마턴, 독일을 담당한 베른하르트 비키로 나눠졌다.

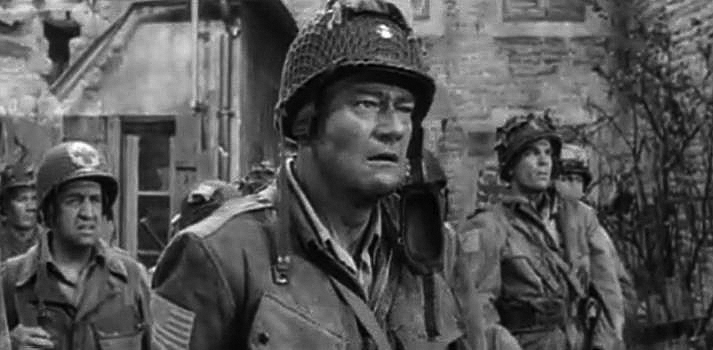

## 영화 개요
미국 자본으로 제작된 영화이지만, 출연진은 미국, 영국, 독일에 걸쳐있으며, 대개 배우들의 출신국 배역을 맡았다. 즉, 미국 배우는 미국 측 인물을, 독일 배우는 독일 측 인물을 맡은 식이며, 감독 또한 미국, 영국, 독일 감독이 자국 장면을 담당하여 분할하여 촬영했다. 이 방식은 뒤에 《도라 도라 도라》와 《미드웨이》에서도 모방되었다.
특히 갓 창설된 NATO의 단합을 보여주기라도 하듯이 당시 각국 정부와 군대로부터 많은 지원을 받았다. 영화 자체는 다큐멘터리적인 기법으로 시간 순으로 촬영되며 사실을 보여주는 데 나름대로 충실했지만, 제작 의도는 다분히 정치적인 것으로 의심받았다(무기나 군장 류에대한 고증 문제 등은 이 당시만 해도 그렇게 비중있게 다뤄지지는 않았고, 대충 그 당시 분위기를 그럴듯하게 연출하는 정도였다).

## 출연

### 주연
- 존 웨인
- 로버트 미첨
- 헨리 폰다
- 리차드 버튼

### 조연
- 에디 알버트
- 폴 앵카
- 아를레티
- 쟝 루이스 바롤트
- 리차드 베이머
- 한스 크리스찬 블레흐
- 부르빌
- 울프강 버트너
- 레드 버튼스
- 폴린느 카튼
- 레이 던튼
- 이리나 데믹
- 프레드 두어
- 파비안
- 멜 페러
- 스티브 포레스트
- 게르트 프뢰베
- 리오 겐
- 존 그렉슨
- 폴 하트먼
- 피터 헴
- 베르너 하인즈
- 도날드 휴스톤
- 제프리 헌터
- 칼 존
- 커트 주겐스
- 숀 코네리
- 알렉산더 녹스
- 피터 로포드
- 페르낭 르두
- 크리스티앙 마르캉
- 듀이 마틴
- 로디 맥도웰
- 마이클 메드윈
- 살 미네오
- 케네스 모어
- 리차드 뮌치
- 에드먼드 오브라이언
- 레슬리 필립스
- 볼프강 프라이스
- 론 랜덜
- 마들레인 르노드
- 조지스 리비에르
- 노먼 로싱톤
- 로버트 라이언
- 토미 샌즈
- 조지 시걸
- 진 세바이스
- 로드 스테이거
- 리처드 토드
- 톰 트라이언
- 피터 밴 아익
- 로버트 와그너
- 리처드 워티스
- 스튜어트 휘트먼
- 조르주 윌송

## 기타
- 원작자: 코넬리어스 라이언
- 협력프로듀서: 엘모 윌리엄스
- 조감독: 버나드 파렐
- 조감독: 톰 페브스너
- 미술: 테드 하워스
- 미술: 리온 바사크
- 미술: 빈센트 코르다

## 뒷 이야기
- 원제인 The Longest Day란 말은 작전 개시 전에 대서양 방벽 건설 책임자였던 독일의 에르빈 롬멜 원수가 방어시설을 점검하면서 "연합군이 상륙하면 첫 24시간이 가장 중요하다"고 강조한 데서 유래한 것으로 널리 알려졌다(영화 첫 도입부에도 이 장면이 나온다). 그러나 롬멜이 그런 말을 했는지 사실 여부는 불확실하다.
- 이 영화에 자극받은 프랑스인들은 당대 최고 인기 배우였던 알랭 들롱을 내세워 《파리는 불타고 있는가》란 영화를 경쟁적으로 만들었다. 당시 프랑스는 북대서양조약기구와 협력은 하지만, 지휘는 받지 않는다는 노선을 견지하고 있었고, 이러한 정치적 입장이 두 영화의 제작에 반영되었다. (게다가 노르망디 상륙작전에는 프랑스의 역할은 사실 없었던 관계로 자존심이 상했던 면도 있다)